# Michal nad Žitavou
Michal nad Žitavou (in ungherese Szentmihályúr) è un comune della Slovacchia facente parte del distretto di Nové Zámky, nella regione di Nitra.